# رستگاری نابودگر
رستگاری نابودگر (به انگلیسی: Terminator Salvation، ترمیناتور سلوِیشِن) فیلمی اکشن و علمی–تخیلی به کارگردانی جوزف مک‌گینتی نیکول است که چهارمین قسمت از سری فیلم‌های نابودگر می‌باشد و در ۲۲ مه ۲۰۰۹ به سینماها آمد. در این فیلم کریستین بیل در نقش جان کانر، برایس دالاس هاوارد در نقش کیت کانر، آنتون یلچین در نقش کایل ریس، و سم ورتینگتون در نقش نابودگر جدید مارکوس رایت بازی می‌کنند.
داستان فیلم در سال ۲۰۱۸ رخ می‌دهد و دوران پس از جنگ هسته‌ای میان انسان و ماشین را به تصویر می‌کشد. بازماندگان این جنگ به آن رویداد هسته‌ای، «روز داوری» می‌گویند.
رستگاری نابودگر، بر روی جنگ اصلی بین بشریت و شبکه ماشین‌ها به نام اسکای‌نت متمرکز می‌شود و روال سه فیلم پیشین که شامل آرنولد شوارتزنگر در نقش نابودگر و سفر وی از آینده به حال برای کشتن یا مراقبت از کسی بود را کنار می‌گذارد.
در ابتدا قرار بود این فیلم اولین فیلم از یک سه‌گانه جدید باشد اما سرانجام این اتفاق رخ نداد.

## داستان
در سال ۲۰۰۳، دکتر سرینا کوگان از شرکت «سایبرداین سیستمز»، به سلول مارکوس رایت می‌آید و این زندانی محکوم به مرگ (با تزریق) را متقاعد می‌کند تا بدن خود را پس از مرگ برای پژوهش پزشکی به آن شرکت بسپارد. یک سال بعد از این جریان، ربات‌های ساخت انسان که به درجه‌ای از هوشمندی و خودآگاهی رسیده‌اند، نوع بشر را به عنوان تهدیدی برای بقای خود به‌شمار می‌آورند و سامانه‌ای به نام «سامانه اسکای‌نت» را به منظور قلع و قمع انسان‌ها ایجاد می‌کنند.
این سامانه موفق می‌شود در جریان رخدادی که «روز داوری» نامیده می‌شود بیشتر افراد بشر را نابود کند. (برای جزئیات این رخداد به نابودگر ۲: روز داوری رجوع کنید).
داستان در سال ۲۰۱۸ میلادی ادامه پیدا می‌کند و جان کانر، در این سال فرمانده شاخه‌ای از گروه‌های مقاومت انسانی است که حمله به یکی از پادگان‌های اسکای‌نت را ترتیب داده‌اند. در جریان این حمله، جان کانر در زیرزمین این پادگان، سلول‌هایی پر از زندانیان انسانی و طرح‌هایی مربوط به ساخت گونه جدیدی از نابودگرها را کشف می‌کند که قرار است در ساخت آن‌ها از بافت بدن انسان‌های زنده هم استفاده شود. این پادگان در یک انفجار هسته‌ای نابود می‌شود و جان کانر ظاهراً تنها بازمانده این انفجار است، اما پس از رفتن او، مارکوس، که در صحنه‌های پیشین می‌شد او را نیز در میان تاریکی‌های زیرزمین پادگان، خوابیده بر روی میز آزمایش دید، از میان ویرانی‌های انفجار بیرون می‌آید و پای پیاده به سوی لس‌آنجلس به راه می‌افتد.
جان کانر که با مقر خود تماس گرفته، به محل سرفرماندهی مقاومت که در عرشه یک زیردریایی واقع شده می‌رود و ژنرال اشداون، رهبر کل مقاومت را از کشفیات خود باخبر می‌کند. در همین حال، نیروی مقاومت، به فرکانسی از سیگنال‌های رادیویی دست یافته که قادر است به ماشین‌های اسکای‌نت دستور خاموش شدن بدهد. فرماندهی مقاومت قصد دارد با استفاده از این سیگنال، تهاجمی را ظرف چهار روز به پایگاه اصلی اسکای‌نت، واقع در سان‌فرانسیسکو، آغاز کند زیرا افراد مقاومت در میان ردگیری‌های اطلاعاتی که در میان پیام‌های اسکای‌نت انجام داده‌اند به یک «لیست قتل» برخورده‌اند که نام سران مقاومت ازجمله جان کانر در آن قید شده‌است. نام اول در این لیست اما، کایل ریس است که فرماندهان مقاومت از هویت او بی‌خبرند ولی جان کانر می‌داند که او پدر آینده خود او است. (جزئیات این موضوع در فیلم نابودگر آمده‌است)
جان کانر از پایگاه خود، پیامی رادیویی خطاب به هسته‌های مقاومت بازماندگان انسانی که صدای او را می‌شنوند می‌فرستد.
مارکوس، که در راه لس‌آنجلس بود به ویرانه‌های بازمانده از این شهر وارد می‌شود و در خیابانی مورد حمله یک نابودگر تی-۶۰۰ قرار می‌گیرد اما کایل ریس و دوست لال او به نام استار (ستاره) وی را نجات می‌دهند. کایل مارکوس را از جنگ میان انسان و اسکای‌نت آگاه می‌کند و این سه تن، با شنیدن پیام جان کانر تصمیم می‌گیرند با ترک لس‌آنجلس، به دنبال یافتن پایگاه اصلی مقاومت و شخص جان کانر بروند. ربات‌های اسکای‌نت در راه به این سه حمله می‌کنند که در نتیجه آن، کایل و استار زندانی ماشین‌ها می‌شوند ولی مارکوس زنده می‌گریزد.
کایل و دوست لال او به همراه گروهی دیگر از زندانیان توسط یک هواگرد به پایگاه اصلی اسکای‌نت در سان‌فرانسیسکو برده می‌شوند ولی در راه، دو هواپیمای ای-۱۰ نیروی مقاومت می‌کوشند ترابری هوایی این زندانیان را متوقف کنند ولی در این امر ناکام می‌مانند.
مارکوس محل سقوط یکی از خلبان‌های بیرون‌پریده از یکی از هواپیماهای سرنگون‌شده مقاومت را پیدا می‌کند و پس از کمک به این خلبان که زنی به نام «بلیر ویلیامز» است، این دو با هم به سمت پایگاه جان کانر به راه می‌افتند.
مارکوس در راه، پا به روی یک مین زمینی مغناطیسی می‌گذارد و افراد نیروی مقاومت در حال کوشش برای نجات دادن زندگی او با ناباوری مشاهده می‌کنند که استخوان‌بندی درونی بدن مارکوس مکانیکی و بخشی از قشر مغز او مصنوعی است و در بدن او مداربندی‌های سیمی وجود دارد.
مارکوس به انسان بودن هویت خود باور دارد و از درون، خود را یک انسان حس می‌کند، اما گمان جان کانر این است که اسکای‌نت مارکوس دورگه را به عنوان ستون پنجم فرستاده تا او را که رهبر معنوی مقاومت است بکشد. بلیر ویلیامز (خلبان) مارکوس را از پایگاه فراری می‌دهد. در جریان این فرار جان کانر در حال حمله به مارکوس با ربات‌های آبزی (هایدروبات) روبه‌رو می‌شود ولی مارکوس جان او را نجات می‌دهد و با او قراری می‌گذارد. قرار این است که مارکوس به کانر کمک کند تا به پایگاه اصلی اسکای‌نت وارد شده و کایل و دیگر زندانیان را از دست ماشین‌ها نجات دهد.
جان کانر از ژنرال اشداون، رهبر کل مقاومت، می‌خواهد تا حمله از طریق سیگنال مخفی را به عقب بیندازد اما اشداون مخالف کرده و با عصبانیت، کانر را از فرماندهی خلع می‌کند. اما یگان‌های نیروی مقاومت تصمیم می‌گیرند که بدون موافقت جان کانر با اشداون همکاری نکنند.
در این حین، مارکوس وارد پایگاه اصلی اسکای‌نت می‌شود و از راه تعامل با کامپیوتر پایگاه، کاری می‌کند تا یکی از شلیک‌کننده‌های حصار بیرونی این پایگاه از کار بیفتد به‌طوری‌که جان کانر بتواند از این طریق وارد پایگاه شود. کانر وارد پایگاه می‌شود و اقدام به آزادسازی زندانیان انسانی می‌کند. در همین میان، مارکوس در حال تعامل با کامپیوترها درمی‌یابد که قصد اسکای‌نت از جراحی و ساخت او این بوده تا سرانجام پای جان کانر به پایگاه ماشین‌ها باز شود و اسکای‌نت بدین‌وسیله موفق شود رهبر معنوی مقاومت را که سال‌ها است از چنگ ماشین‌ها می‌گریزد به قتل برساند.
سیگنالی که سرفرماندهی مقاومت این اندازه بر روی آن حساب کرده‌بود چیزی جز یک نیرنگ دیگر از سوی ماشین‌ها نیست و ارسال همین سیگنال باعث می‌شود تا اسکای‌نت محل زیردریایی سرفرماندهی را ردگیری کرده و آن را نابود کند.
مارکوس، سخت‌افزاری که او را به اسکای‌نت می‌پیوندد را از جمجمه خود بیرون می‌کشد و در نبرد جان کانر با مدل جدیدی از نابودگرها یعنی مدل ۱۰۱ از نابودگر تی-۸۰۰ به یاری کانر می‌شتابد.
این نابودگر مدل جدید، زخمی کشنده به کانر وارد می‌آورد اما جان کانر موفق می‌شود پس از خروج خود به همراه مارکوس، کایل، استار و دیگر زندانیان از پایگاه، این پایگاه که مقر اصلی اسکای‌نت است را منهدم کند. او این کار را به‌وسیله متصل کردن باتری‌های هسته‌ای چیده شده کنار هم در کارخانه نابودگرسازی و فشردن دکمه انفجار این باتری‌ها از راه دور، انجام می‌دهد.
پس از بازگشت به پایگاه مقاومت، جان کانر که قلبش به‌شدت آسیب دیده رو به مرگ است، اما مارکوس از جان خود می‌گذرد و قلب خود را برای پیوند در اختیار کانر می‌گذارد. کانر که رو به بهبودی دارد در پیامی رادیویی به گروه‌های مقاومت اعلام می‌کند که جبهه مقاومت انسانی، از این نبرد پیروزمندانه بیرون آمده‌است اما تا پایان جنگ، هم‌چنان راه درازی در پیش است.

## بازیگران

کریستین بیل در نقش جان کانر و سم ورتینگتون در نقش مارکوس رایت

- کریستین بیل به عنوان جان کانر:فرمانده با تجربه نیروهای مقاومت انسان‌ها که هم‌اکنون حدوداً سی سال دارد و با اسکای-نت که بیشتر انسان‌ها را در یک همه‌کشی هسته‌ای از بین برده‌است مبارزه می‌کند. کریستین بیل اولین بازیگری بود که برای فیلم انتخاب شد.
- آنتون یلتچین به عنوان کایل ریس: یک سرباز نوجوان و ستاینده جان کانر. وی در اولین فیلم برای تضمین بقای بشریت به گذشته سفر کرد و در واقع پدر جان کانر است.
- سم ورتینگتون به عنوان مارکوس رایت: یک انسان که اسکای‌نت بدن او را به صورت نابودگر درآورده و از او موجودی دورگه (انسان-ماشین) ساخته‌است. او با ریس و کانر همراه می‌شود. کانر شک دارد که وی از گذشته‌است یا از آینده. خالق نابودگر جیمز کامرون شخصاً خود این بازیگر را به عنوان نابودگر جدید به کارگردان پیشنهاد کرد.
- برایس دالاس هاوارد به عنوان کیت کانر:همسر جان که به وی در شکل‌دادن مقاومت انسان‌ها کمک می‌کند.
- مون بلادگود به عنوان بلیر ویلیامز: یک خلبان جنگی در صفوف مقاومت.
- کامن به عنوان بارنس: یک جنگنده آزادی و دست راست جان.
- رولاند کیکینگر با چهره دیجیتالی آرنولد به عنوان نابودگر مدل تی-۸۰۰
- لیندا همیلتون در صدای بدون اعتبار سارا کانر، مادر جان کانر که در دو صحنه از فیلم جان کانر او را گوش می‌کند.

## بازی ویدیویی
- رستگاری نابودگر (بازی ویدویی)